# SummerSlam (2012)
SummerSlam 2012 a fost cea de-a douozecișicincea ediție a pay-per-view-ului anual SummerSlam organizat de World Wrestling Entertainment. Evenimentul a avut loc pe 19 august 2012 și a fost găzduit de Staples Center în Los Angeles, California. Sloganul oficial a fost "Don't Give Up" de la Kevin Rudolf.

## Rezultate
- Pre-show: Antonio Cesaro (însoțit de Aksana) l-a învins pe Santino Marella câștigând titlul WWE United States Championship
  - Cesaro l-a numărat pe Marella după un «Gotch-Style Neutralizer».
- Chris Jericho l-a învins pe Dolph Ziggler (însoțit de Vickie Guerrero) (13:05)
  - Jericho l-a făcut pe Ziggler să cedeze cu un «Walls of Jericho».
- Daniel Bryan l-a învins pe Kane (8:02)
  - Bryan l-a numărat pe Kane cu un «Roll-up».
- The Miz l-a învins pe Rey Mysterio păstrându-și titlul WWE Intercontinental Championship (8:09)
  - Miz l-a numărat pe Mysterio după un «Skull-Crushing Finale».
- Sheamus l-a învins Alberto del Rio (însoțit de Ricardo Rodriguez) păstrându-și titlul WWE World Heavyweight Championship (11:22)
  - Sheamus l-a numărat pe del Rio după ce l-a lovit cu pantoful lui Rodriguez și un «Irish Curse».
  - În timpul numărători, del Rio avea un picior pe coardă dar arbitrul nu l-a văzut.
- Kofi Kingston și R-Truth i-au învins pe The Prime Time Players (Darren Young & Titus O'Neil) păstrându-și titlurile WWE Tag Team Championship (7:07)
  - Orton l-a numărat pe Christian după un "RKO" în aer pe scarile metalice.
- CM Punk i-a învins pe John Cena și Big Show păstrându-și titlul WWE Championship (12:34)
  - Punk l-a numărat pe Show după un «Attitude Adjustment» a lui Cena.
- Brock Lesnar (însoțit de Paul Heyman) l-a învins pe Triple H (18:49)
  - Lesnar l-a făcut pe HHH să cedeze după un «Kimura Lock».